# Alpirsbach
Alpirsbach este un oraș din districtul rural Freudenstadt, landul Baden-Württemberg, Germania. Este situat în Munții Pădurea Neagră pe râul Kinzig, la 13 km sud de orașul Freudenstadt.
Aici își are sediul renumita fabrică de bere „Aplirsbacher Klosterbräu”.

## Galerie de imagini

Alpirsbach
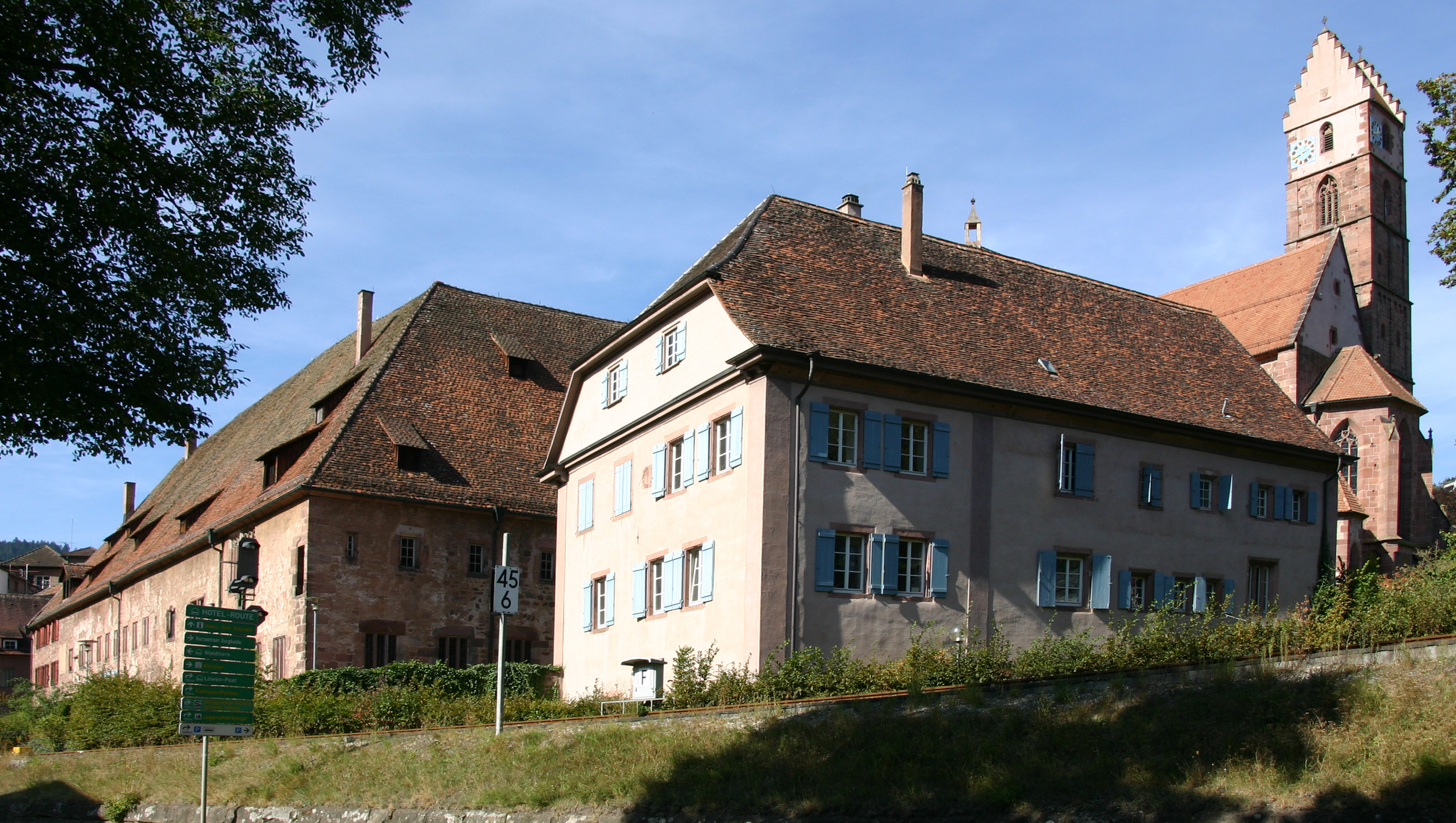
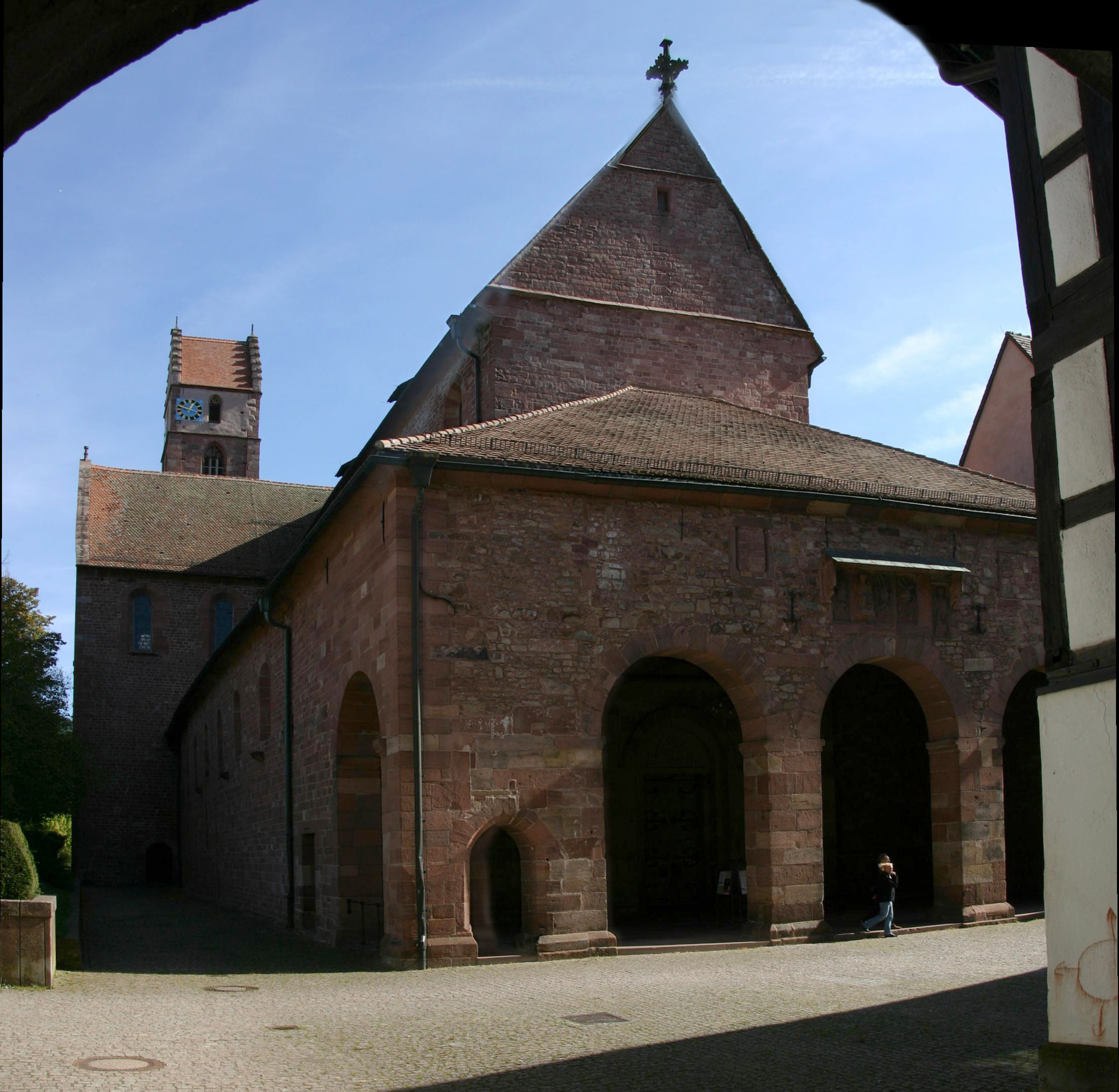
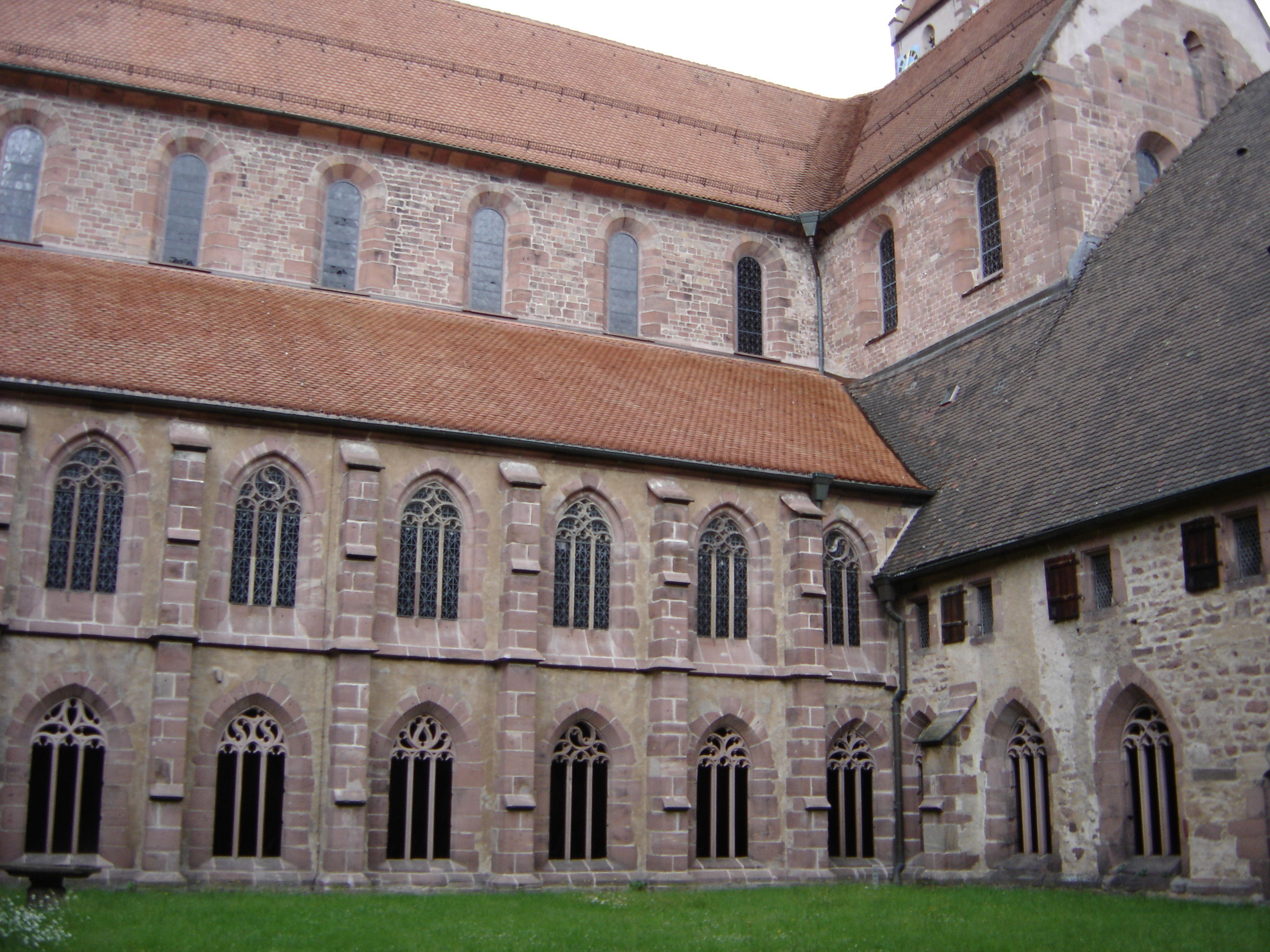
Alpirsbach (mănăstirea)
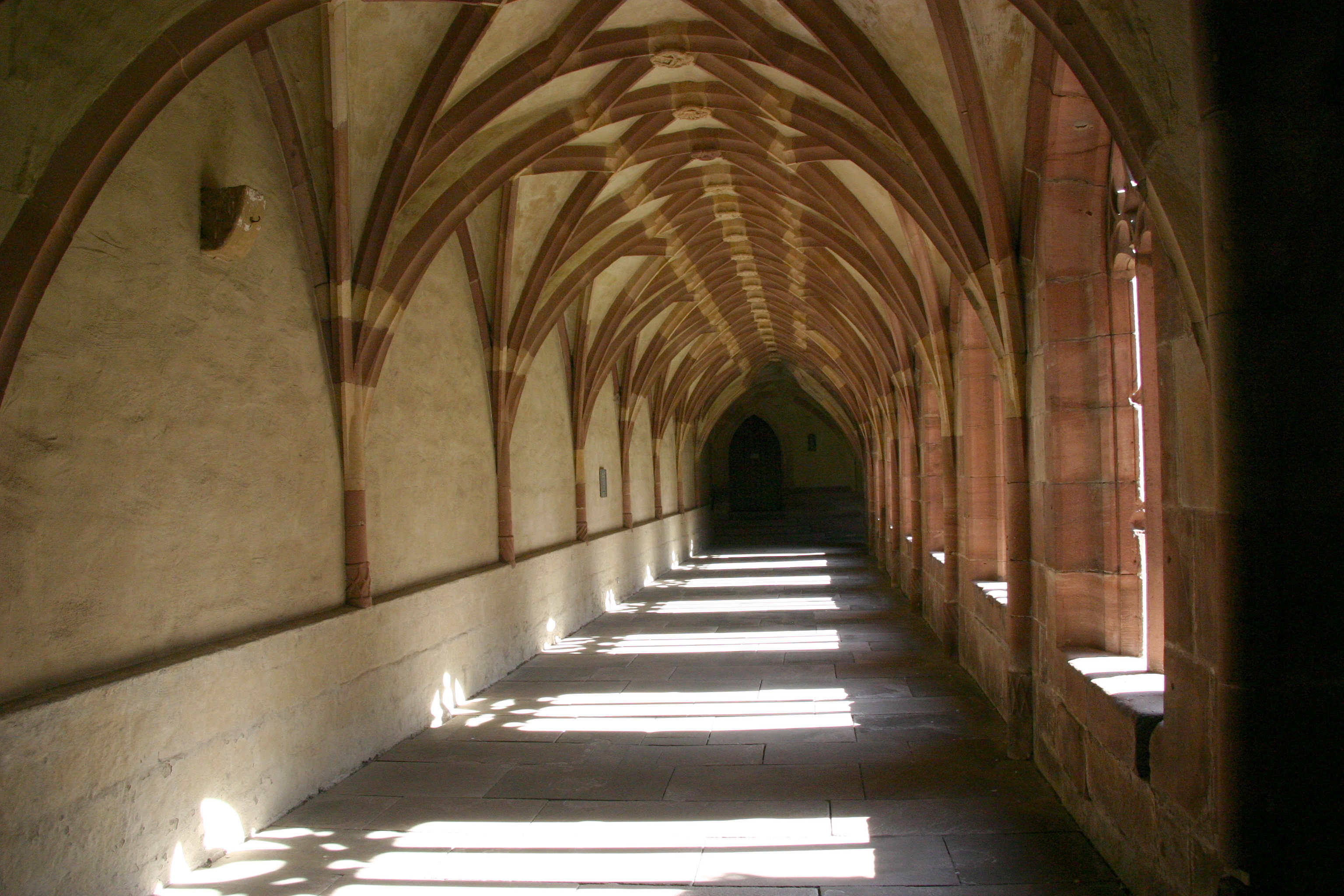
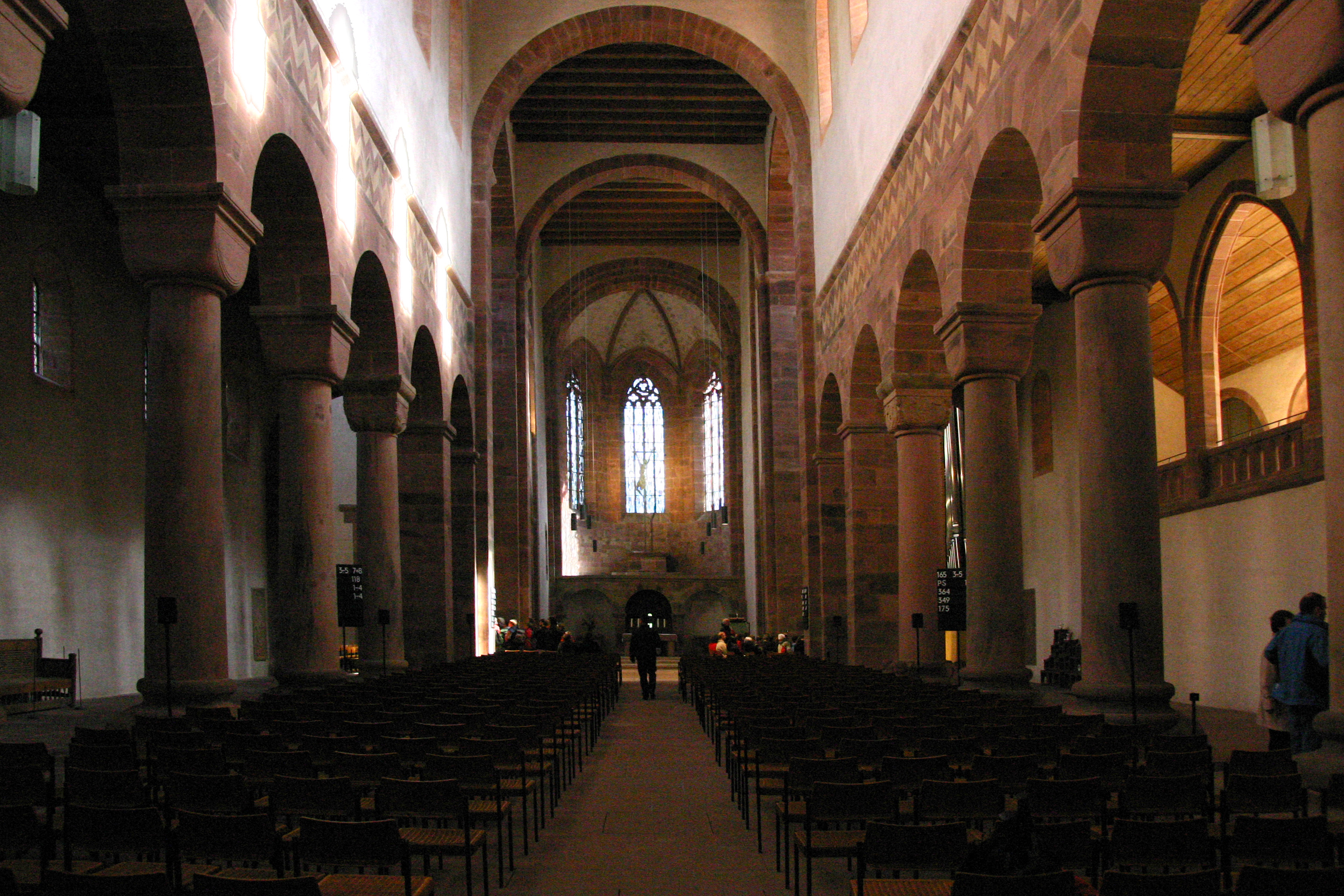
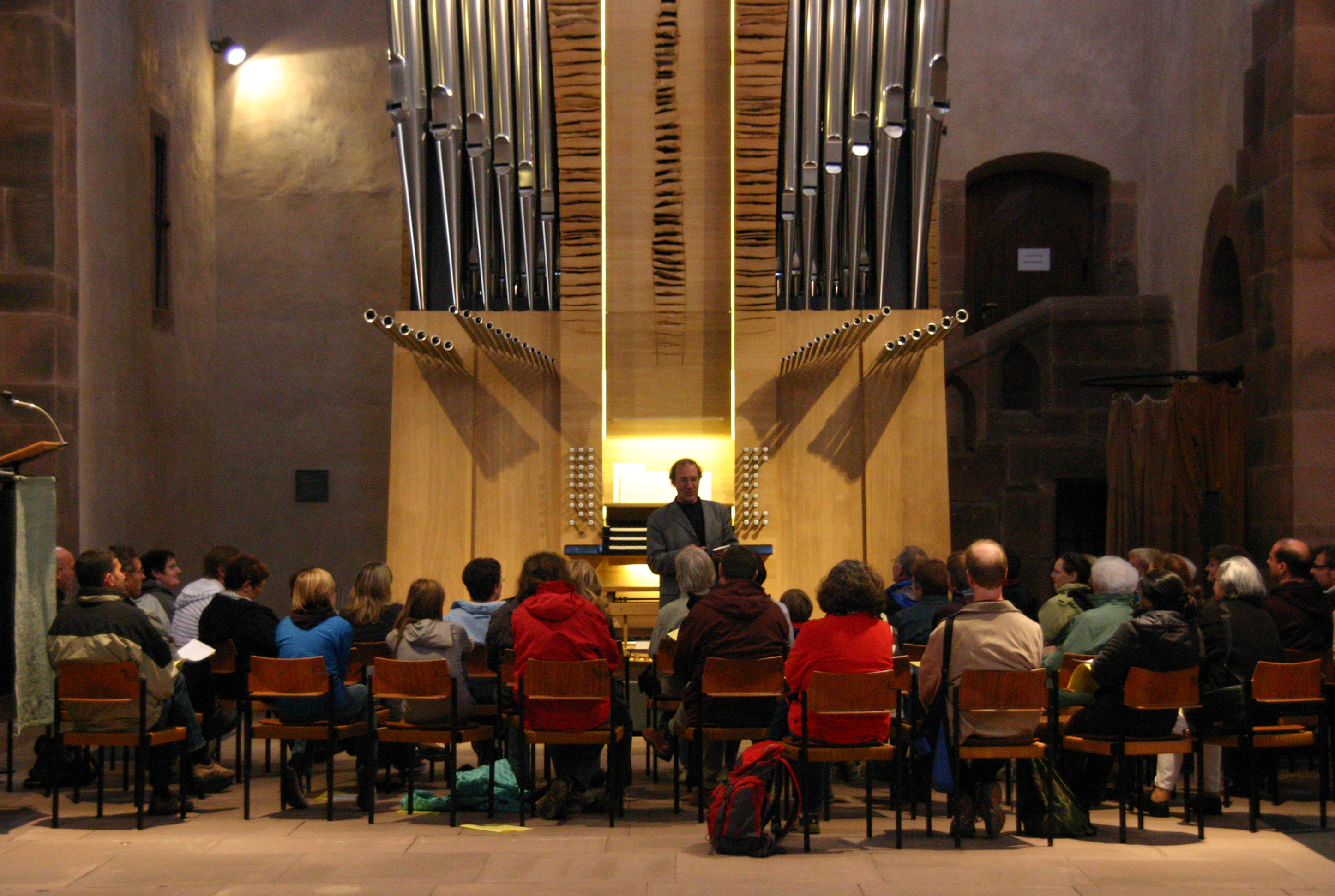
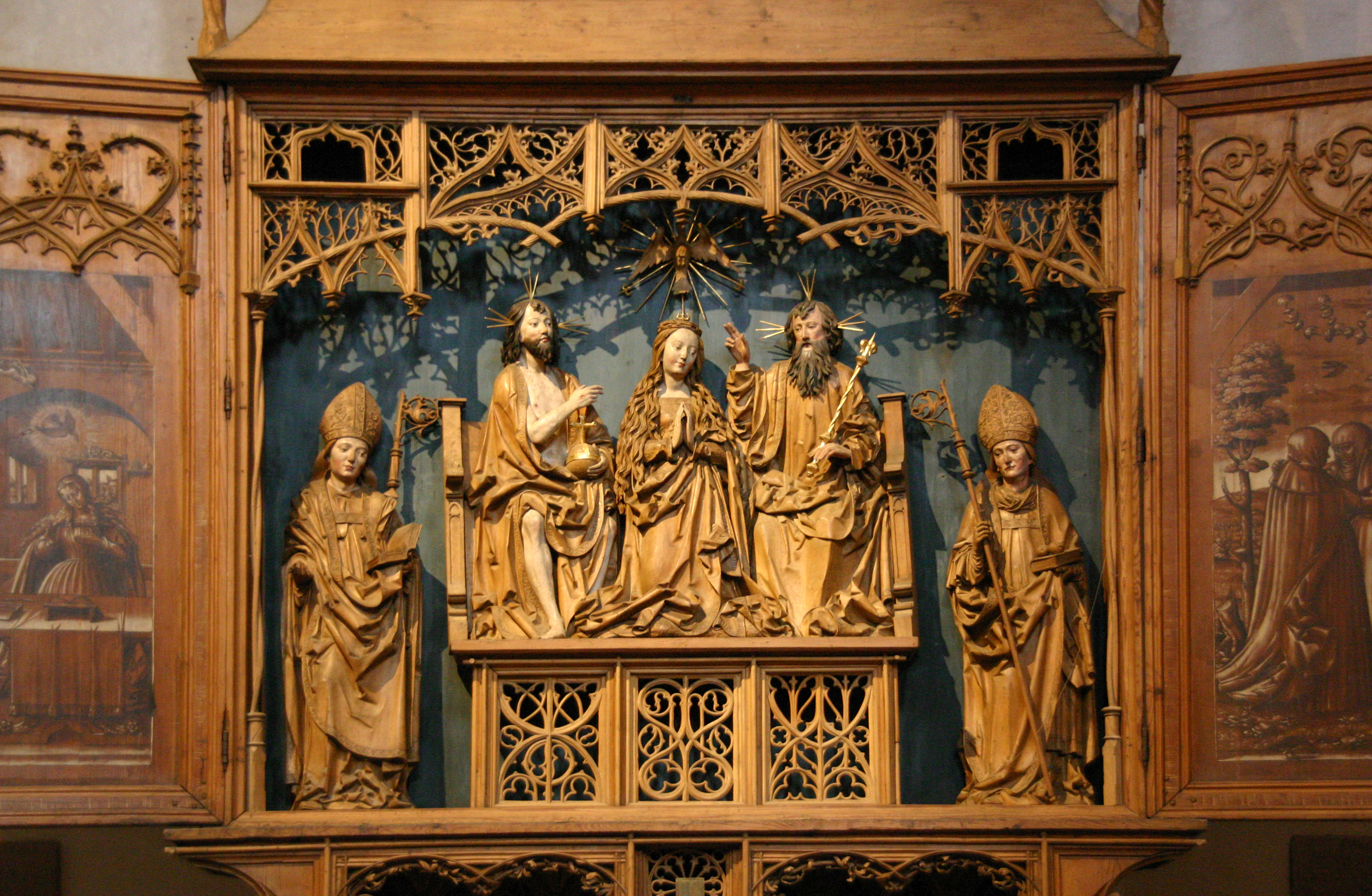
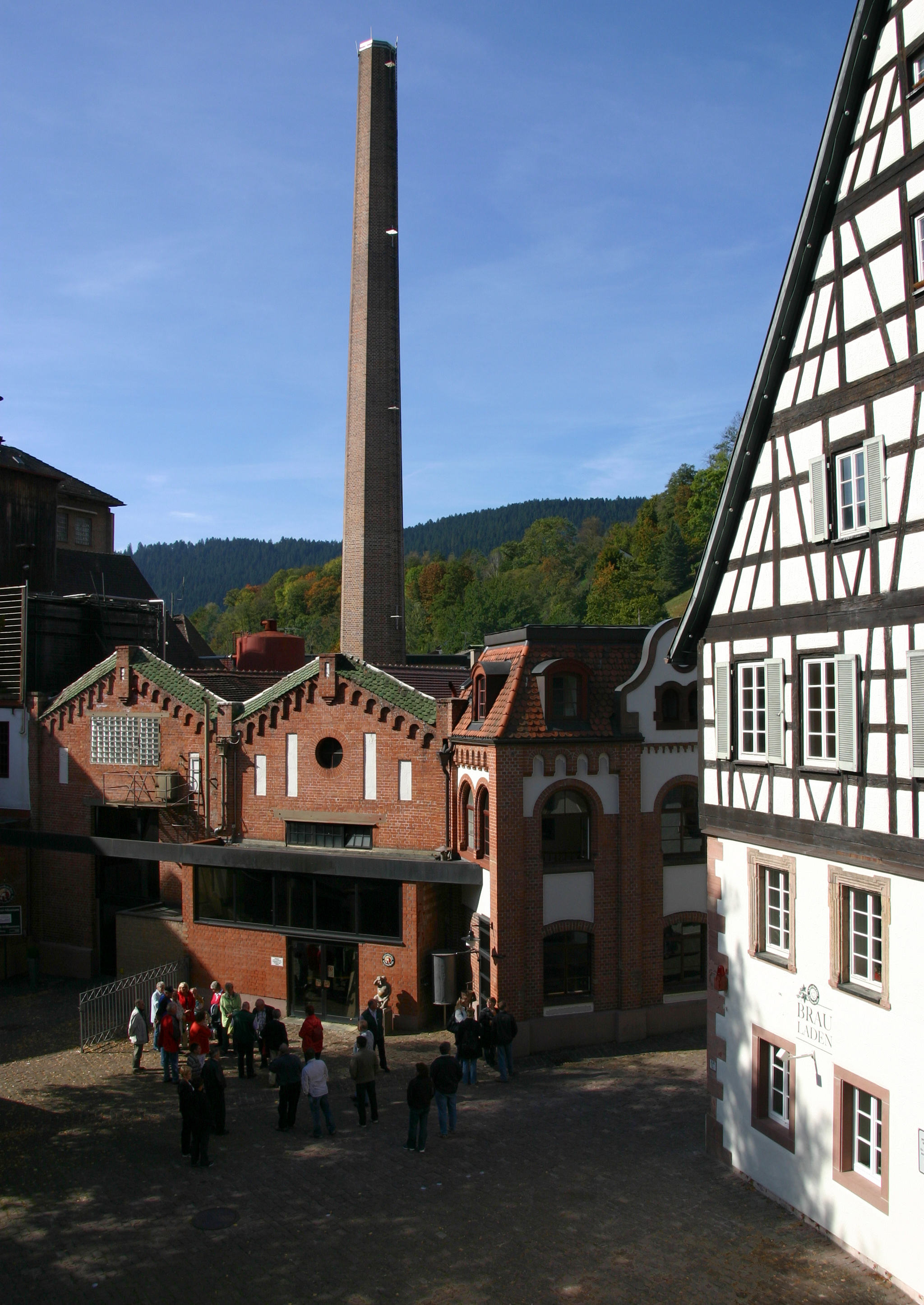